# Fábrica de Armas de Toledo
La Fábrica de Armas de Toledo (it. "Fabbrica di Armi di Toledo") era un complesso industriale di Toledo (Spagna). Dal 1998 è sede del campus scientifico-tecnologico dell'Università di Castiglia-La Mancha. Presenta uno degli insiemi meglio conservati e di maggiore qualità dell'architettura industriale spagnola degli ultimi due secoli.

## Storia
Il complesso industriale degli armaioli di Toledo (Spagna) è stato in funzione per più di duecento anni. Originò da un unico, grande edificio, ampliatosi, lungo la sua storia, in una vera e propria "Città industriale" di molteplici strutture per assecondare le distinte necessità industriali. Si trova oggi tra i quartieri di Santa Teresa, il Villaggio Operaio e Santo Pedro il Verde, sulla sponda destra del Tago, a dei due chilometri dal centro di Toledo.
La Fábrica de Armas originò nel XVIII secolo quando la locale produzione di armi (v.si Acciaio Toledo) entrò in crisi. Re Carlo III risolse di promuovere la creazione a Toledo d'una fabbrica di armi simile a quella costruita anni prima a Torre Annunziata, presso di Napoli, costruita dei anni prima.
La fabbrica cominciò a funzionare nel 1761 nell'antica zecca di Toledo, nell'odierna strada Núñez di Arce, nell'edificio che oggi occupa il Consiglio Consultivo di Castiglia-La Macchia. Per le sue dimensioni permetteva il funzionamento delle forge, lo stoccaggio delle materie prime e dei prodotti finiti. Vi si fabbricavano tre tipi di spade "standard" per l'esercito: la spada da cavallo (de Caballería), la spada da fante (de Infantería) e la spada da dragone (de Dragones). 
Nel 1777, di fronte alla necessità di ampliare le dimensioni della fabbrica, si considerò un cambio di sito extra-urbano, sulle rive del Tago, in una località denominata Playa de las Barcas, al fine di sfruttare la forza idraulica del fiume. Re Carlo ordinò la costruzione di un nuovo edificio al suo architetto di corte, Francesco Sabatini. I lavori si concluderanno, nella loro parte principale, nel 1780 e la fabbrica avviò l'attività poco dopo.
Durante i primi decenni del XIX secolo la fabbrica ebbe vari momenti difficili: es. fu invasa due volte (1808 e 1823) dalle truppe francesi. Solo a partire dagli Anni Trenta dell'Ottocento iniziò un lento recupero, producendo spade di una grande qualità. 
Nell'ultimo terzo del secolo XIX, la fabbrica toledana deve adattarsi alle nuove necessità di armamento moderno, avviando diverse officine di fabbricazione cartucce esterne al vecchio "edificio Sabatini", cominciando un costante processo di crescita, tanto di capannoni come di produzione.

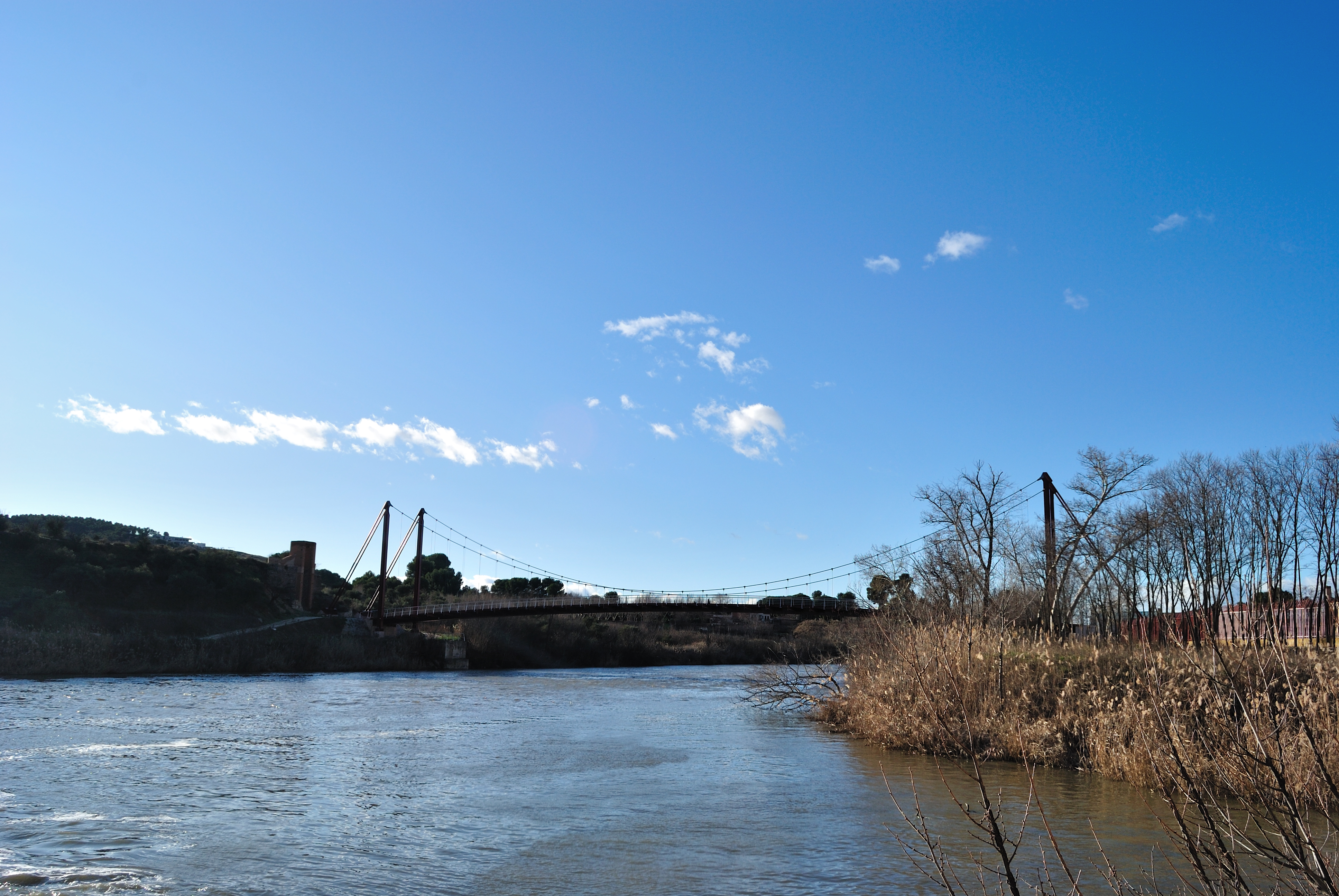
Puente colgante de los Polvorines, che collegava i terreni della Fabbrica sulle due sponde del Tajo.

L'inizio del XX secolo accentuò il processo di trasformazione, distaccando la realizzazione dei successivi ampliamenti, con nuove officine una produzione sempre più diversificata. Nel 1910 il nome mutò in Fábrica Nacional de Toledo. La produzione di armi bianche per la truppa fu rivolta alla sola cavalleria e, dopo la Guerra Civile, alla fornitura di sciabole ad ufficiali e sottufficiali dei differenti corpi.
Durante il ministero di José María Gil Querce, si potenziò la fabbrica, con 350 nuovi operai per fabbricare 800.000 cartucce al giorno. La crescita della produzione continua finché la Guerra Civile costrinse a rilocare parte della produzione a Palencia per motivi strategici.
Ristabilita la situazione dopo il finale della guerra, deve distaccarsi durante gli anni 1940 la figura del colonnello direttore Più del Ribero, chi ha una grande importanza nello sviluppo della fabbrica toledana con proietti come la realizzazione di un villaggio di alloggi partorisca i lavoratori che includeva servizi basici, una piazza di trovo partorisca vicini (odierna Piazza della Calera) o il recinto scolastico (odierna Scuola Pubblico CEIP Fabbrica di Armi).
A partire dagli anni 1960 la fabbrica di armi inizia a diventare obsoleta, il numero di lavoratori va riducendo durante i seguenti decenni, fino alla sua definitiva chiusura in 1996. L'antico Liceo Nazionale di Industria (del che dipendeva l'Impresa Nazionale Santa Bárbara di Armi e Industrie Militari) ha aperto in Toledo due nuove industrie dove recolocó al suo personale: Internazionale di Composites, S.A. (ICSA) e Aeronautica e Automoción (AYA), che più avanti sono stato privatizzate.
Nel 1998 il Ministero di Difesa vende al Comune di Toledo i terreni e edifici della Fabbrica di Armi. Il Comune ha ceduto alla sua volta il terreno partorisca il suo uso per l'Università di Castiglia-La Macchia nel suo Campus di Toledo. In questo Campus l'Università stabilisce in maniera progressiva distinti studi di carattere tecnico e scienziato, rimanendo i di Umanità e Scienze Sociali nel Casco Storico (o "Campus Alto") di Toledo (edifici universitari di Santo Pedro Martire, Madre di #Dio, Padilla e Lorenzana). Gli studi attualmente implantados nel campus della Fabbrica di Armi sono: Facoltà di Scienze Ambientali e Bioquímica, Scuola di Enfermería e Fisoterapia, Scuola di Ingegneria Tecnica Industriale, Scuola di Architettura e due centri dell'area di Sociali, la Facoltà di Educazione e la Facoltà di Scienze dello Sport.

## Descrizione
Il complesso industriale comprendeva più di sessanta edifici distinti costruiti in oltre due secoli.
Al recinto della Fabbrica di Armi (parte di il cui perimetro è circondato per un muro con torri di vigilanza e controllo in diverse zone) accede per due porte: la porta di Carlo III o di Sabatini, rispetto al Palazzo Sabatini, e la Porta di Operai, le quali sono unite da un passeggio principale che sviluppa parallelo al Tago. La Porta di Operai, ubicata originalmente nella glorieta omonima, è stato desmantelada e reubicada in un altro luogo in 2008, quando provenne alla demolizione del cerramiento perimetral che separava i terreni della Fabbrica di Armi dei del Municipio.
Per la porta di Carlo III entra alla zona più importante della primitiva fabbrica, il Palazzo Sabatini, l'edificio principale della fabbrica e origine di questo recinto. Questo edificio è di pianta rettangolare, con una tipologia di palazzo, distribuisce in due corpi con un grande cortile in ognuno separati da una crujía. Il corpo anteriore è formato per due piante e una buhardilla mentre il secondo presentava in un principio un'unica pianta e buhardillas, (elevandosi nel secolo XX un secondo pavimento in questo corpo).
Exteriormente distacca il suo aspetto orizzontale, e l'aparejo rústico che appare nelle pilastras laterali che va ad enmarcar porte e finestre.
La facciata di due altezze con sette vani enmarcados ad ogni lato della portata di tre altezze rematada per un frontón curvo.
Tra gli elementi a distaccare dell'edificio Sabatini trovano: la cappella di santa Bárbara (modella dell'Arma di Artiglieria), situata nel lato sinistro della facciata, prelievo nel suo interiore pilastras di gusto clasicista, e grandi finestre. L'antica biblioteca e i cortili circondati per corridori ricoperti, che presentano nella parte bassa archi su pilastri e finestre nel pavimento superiore, sono separati da una crujía transversal che ha avuto funzioni di sala di ricezione dell'opera terminata e sala di armi.
Unito al palazzo Sabatini nella sua parte posteriore appare il Canale di Carlo III, opera di ingegneria che era la base su quella che si sustentaba il primitivo funzionamento della fabbrica, poiché l'acqua che discurría per questo canale era utilizzato per il movimento delle macchine della fabbrica. La sua lunghezza è di vari cientos di metri e discurre sotterrato, parallelo al fiume partorisca apparire nella parte posteriore del palazzo diviso in due metà longitudinales, con cambi di livello.
Per quanto riguarda il resto dell'insieme dell'antica fabbrica deve distaccarsi la presenza di numerosi capannoni e officine che cominciano a costruire quasi un secolo dopo il palazzo; queste edificazioni caratterizzano per l'utilizzo di materie costruttive come il mattone, che va ad adscribir in grande parte l'immagine della fabbrica allo stile neomudéjar, che corrisponde con le correnti historicistas che producono a finali del secolo XIX e inizi del x/dello XX nell'architettura spagnola. Accanto al mattone osservano altre materie solite nell'architettura industriale, come il ferro, utilizzato nella struttura dei differenti capannoni, specialmente nelle coperte per le nuove possibilità costruttive che offriva questa materia.
Le costruzioni vanno realizzando, primo di forma parallela all'asse del palazzo; come il grande edificio di pianta rettangolare, separato di est per i giardini del Sacro Cuore, dove distacca una torre con un orologio sotto la quale discurre un passo per veicoli. All'un altro lato di questo edificio appaiono vari capannoni di pianta rettangolare e quadrata costruite, in generale, nelle prime due decenni del secolo XX e attualmente rehabilitadas per diversi usi come aularios, laboratori di docencia e ricerca.
Anche trova situata nelle prossimità di questi edifici la Centrale di Riserva, costruita tra 1918 e 1926, nella quale si può osservare certe semejanzas con l'architettura industriale centroeuropea.
Dopo questa asse di capannoni, realizzano una serie di nuove edificazioni, paralelas al Tago, costruite ad entrambi i lati dell'asse viaria centrale, tra quelle che appaiono l'odierna bandiera polideportivo ricoperto, nel quale fosse la Scuola di Apprendiste della Fabbrica Nazionale, e diversi capannoni rehabilitadas come aularios, apparendo all'un altro lato grandi edifici per servizi generali del campus, come la nuova biblioteca universitaria "Fabbrica di Armi", ubicata nell'antica officina di Cartuchería di Pistola (costruito in 1919), l'antica officina di Cartuchería di Fucile (odierna Aula Magna, aulario di informatica e videoconferencias e cafetería-comedor), o gli antichi laboratori di Chimica, Metalográfico e Metrología, odierno edificio di Vicegerencia.
In questa stessa asse ma nelle rive del fiume distaccano altri edifici a quelli che si gli ha dato nuove funzioni come la primitiva Officina di Utensili, rehabilitado nell'attualità come stagione depuradora di acque residuali o l'Officina di Fusione (costruito in 1916), rehabilitado come palestra e sale di sport, costruendosi accanto a lui un nuovo edificio con funzione di piscina coperta e modulo acquatico.
I progetti di riabilitazione è stata realizzata per gli architetti Diego Peris Sánchez (che ha coordinato tutti gli spettacoli dall'Università di Castiglia-La Macchia), Rafael Elvira Gutiérrez, Mario Muelas, Agustín Mateo, Beniamino Juan Santágueda, Gesù Gómez Escalonilla e Arsenio López Buono. Sono stato architetti tecnici delle opere José Antonio Moreno e Miguel Francese.